# Carla Apuzzo
Carla Apuzzo (Napoli, 3 settembre 1951) è una sceneggiatrice e regista italiana.

## Biografia
Dopo aver completato gli studi in lettere e filosofia, ha avuto esperienze in ambito fotografico e teatrale.
È conosciuta per aver co-sceneggiato alcuni film diretti da Salvatore Piscicelli, tra i quali Immacolata e Concetta - L'altra gelosia (1980), Blues metropolitano (1985) e Baby gang (1992). Nel 1998 ha diretto il suo primo film Rose e pistole di cui ha curato anche la sceneggiatura.

## Filmografia

### Sceneggiatura
- Immacolata e Concetta - L'altra gelosia, regia di Salvatore Piscicelli (1980)
- Le occasioni di Rosa, regia di Salvatore Piscicelli (1981)
- Blues metropolitano, regia di Salvatore Piscicelli (1985)
- Regina, regia di Salvatore Piscicelli (1987)
- Baby gang, regia di Salvatore Piscicelli (1992)
- Il corpo dell'anima, regia di Salvatore Piscicelli (1999)
- Vita segreta di Maria Capasso, regia di Salvatore Piscicelli (2019)

### Regia e Sceneggiatura
- Rose e pistole (1998)